# Киачели, Лео
Ле́о Киаче́ли (настоящее имя — Леон Михайлович Шенгелая; 1884 — 1963) — грузинский советский писатель.

## Биография
Родился 7 (19 февраля) 1884 года в селе Обуджи (ныне Цаленджихский муниципалитет, Грузия) в дворянской семье.
В 1904 окончил Кутаисскую гимназию, в 1904—1905 годах учился на юридическом факультете Харьковского университета, прекратил учёбу в связи с закрытием университета в 1905 году. Вернулся на родину, участвовал в Революции 1905—1907 годов. В 1907 году после ареста бежал из кутаисской тюрьмы, после чего нелегально жил и учился в Москве. С 1912 года учился в Женевском университете. Был лично знаком с В. И. Лениным, Г. В. Плехановым, А. В. Луначарским. После Февральской революции вернулся в Россию.
Литературной деятельностью занимается с 1905 года. Писал небольшие рассказы. В 1917 году вышел его историко-революционный роман «Тариэл Голуа» (1915) о событиях 1905 года в Грузии, положивший начало развитию социалистического реализма в грузинской литературе. В 1927 году вышла 1-я часть революционного романа «Кровь» о подпольной работе в Грузии после первой русской революции 1905—1907 годов. Роман «Гвади Бигва» (1938) повествует о победе колхозного строя в грузинской деревне, роман «Человек гор» (1945) посвящён теме Великой Отечественной войны. Новеллы «Княжна Майя» (1927), «Алмасгир Кибулан» (1928), «Хаки Адзба» (1933), «Крейсер Шмидт» (1933) и др., рисующие гибель реакционных классов и торжество новой социалистической жизни. Киносценарии «Золотистая долина» (1937), «Под одним небом» (1961). Произведения автора были переведены на многие языки народов СССР и стран народной демократии.
Умер 19 декабря 1963 года. Похоронен в Тбилиси, в пантеоне Мтацминда.
Именем Лео Киачели названа улица в Тбилиси.

## Повести и рассказы
- 1916 — ტარიელ გოლუა / Тариэл Голуа
- 1926 — სისხლი / Кровь (1925);
- 1926 — თავადის ქალი მაია / Княжна Майя (1927), экранизирована в 1961 году — новелла в киноальманахе «Под одним небом»;
- 1926 — ალმასგირ კიბულან / Алмасгир Кибулан (1928);
- 1926 — ჰაკი აძბა / Хаки Адзба (1933);
- 1936 — გვადი ბიგვა / Гвади Бигва
- 1948 — მთის კაცი / Человек гор (1928)

## Экранизации
- 1961 — Княжна Майя — по одноимённому рассказу
- 1968 — Тариэл Голуа — по одноимённому роману

## Награды и премии
- Сталинская премия второй степени (1941) — за повесть «Гвади Бигва» (1938)
- орден Ленина (4.3.1954)
- два ордена Трудового Красного Знамени (31.01.1939,[4] 1946)
- 1 орден и медали